# Mikel San José
Mikel San José Domínguez (Pamplona, 30 maggio 1989) è un ex calciatore spagnolo, di ruolo difensore o centrocampista.

## Caratteristiche tecniche
Difensore centrale bravo nelle chiusure difensive, molto abile nel gioco aereo, inoltre può giocare all'occorrenza come centrocampista difensivo, (ruolo che ricopre saltuariamente sia nella squadra basca che in nazionale spagnola).

## Carriera

### Club
Prodotto della florida cantera dell'Athletic Bilbao, nell'agosto 2007, appena compiuti 18 anni, firma un contratto triennale con il Liverpool. Sia nella stagione 2007-2008 che nella successiva gioca con regolarità con la squadra riserve dei reds.
Nell'agosto 2009 ritorna a Bilbao, in prestito per una stagione, per fare esperienza in prima squadra.
Il suo debutto con i baschi avviene il 17 settembre 2009, durante Athletic-Austria Vienna valida per l'UEFA Europa League 2009-2010. Tuttavia il suo utilizzo nella prima parte della stagione risulta essere limitato, tanto da indurlo a chiedere una cessione al successivo mercato invernale.
L'8 novembre 2009 debutta nella Primera División spagnola, durante Racing Santander-Athletic 0-2, mentre il 3 dicembre 2009 segna il suo primo gol in Austria Vienna-Athletic 0-3. Dopo una decina di giorni arriva anche la prima rete in campionato, durante Real Saragozza-Athletic 1-2.
Nell'estate 2010 passa ai baschi a titolo definitivo. Nel giugno 2014 rinnova il suo contratto con i Rojiblancos sino al giugno 2018. Milita nei baschi per altri 2 anni.
Il 21 settembre 2020 firma per il Birmingham City.
L'8 luglio 2021 viene acquistato dall'Amorebieta.

### Nazionale
Nel giugno 2011 fa parte della Under-21 spagnola che vince l'Europeo di categoria.
Il 4 settembre 2014, alla prima convocazione, debutta ufficialmente con la nazionale maggiore, in occasione della partita amichevole contro la Francia persa 1-0.
Viene convocato per gli Europei 2016 in Francia.
Dal 2011 al 2019 ha inoltre giocato a più riprese con la selezione di calcio dei Paesi Baschi.

## Statistiche

### Presenze e reti nei club
Statistiche aggiornate al 14 maggio 2016.
| Stagione        | Squadra         | Campionato      | Campionato | Campionato | Coppe nazionali | Coppe nazionali | Coppe nazionali | Coppe continentali | Coppe continentali | Coppe continentali | Altre coppe | Altre coppe | Altre coppe | Totale | Totale |
| Stagione        | Squadra         | Comp            | Pres       | Reti       | Comp            | Pres            | Reti            | Comp               | Pres               | Reti               | Comp        | Pres        | Reti        | Pres   | Reti   |
| --------------- | --------------- | --------------- | ---------- | ---------- | --------------- | --------------- | --------------- | ------------------ | ------------------ | ------------------ | ----------- | ----------- | ----------- | ------ | ------ |
| 2009-2010       | Athletic Bilbao | PD              | 25         | 1          | CR              | 0               | 0               | UEL                | 5                  | 2                  | SS          | 0           | 0           | 30     | 3      |
| 2010-2011       | Athletic Bilbao | PD              | 31         | 2          | CR              | 3               | 0               | -                  | -                  | -                  | -           | -           | -           | 34     | 2      |
| 2011-2012       | Athletic Bilbao | PD              | 24         | 2          | CR              | 6               | 1               | UEL                | 8                  | 0                  | -           | -           | -           | 38     | 3      |
| 2012-2013       | Athletic Bilbao | PD              | 34         | 5          | CR              | 2               | 0               | UEL                | 4                  | 1                  | -           | -           | -           | 40     | 6      |
| 2013-2014       | Athletic Bilbao | PD              | 25         | 5          | CR              | 5               | 0               | -                  | -                  | -                  | -           | -           | -           | 30     | 5      |
| 2014-2015       | Athletic Bilbao | PD              | 28         | 5          | CR              | 6               | 1               | UCL+UEL            | 7+2                | 2+0                | -           | -           | -           | 43     | 8      |
| 2015-2016       | Athletic Bilbao | PD              | 34         | 2          | CR              | 6               | 0               | UEL                | 10                 | 1                  | SS          | 1           | 1           | 51     | 4      |
| 2016-2017       | Athletic Bilbao | PD              | 35         | 4          | CR              | 3               | 0               | UEL                | 6                  | 0                  | -           | -           | -           | 44     | 4      |
| 2017-2018       | Athletic Bilbao | PD              | 26         | 1          | CR              | 1               | 0               | UEL                | 11                 | 0                  | -           | -           | -           | 38     | 1      |
| Totale Carriera | Totale Carriera | Totale Carriera | 262        | 27         |                 | 32              | 2               |                    | 42                 | 6                  |             | 1           | 1           | 348    | 36     |

### Cronologia presenze e reti in nazionale
| Cronologia completa delle presenze e delle reti in nazionale ― Spagna | Cronologia completa delle presenze e delle reti in nazionale ― Spagna | Cronologia completa delle presenze e delle reti in nazionale ― Spagna | Cronologia completa delle presenze e delle reti in nazionale ― Spagna | Cronologia completa delle presenze e delle reti in nazionale ― Spagna | Cronologia completa delle presenze e delle reti in nazionale ― Spagna | Cronologia completa delle presenze e delle reti in nazionale ― Spagna | Cronologia completa delle presenze e delle reti in nazionale ― Spagna |
| Data                                                                  | Città                                                                 | In casa                                                               | Risultato                                                             | Ospiti                                                                | Competizione                                                          | Reti                                                                  | Note                                                                  |
| --------------------------------------------------------------------- | --------------------------------------------------------------------- | --------------------------------------------------------------------- | --------------------------------------------------------------------- | --------------------------------------------------------------------- | --------------------------------------------------------------------- | --------------------------------------------------------------------- | --------------------------------------------------------------------- |
| 4-9-2014                                                              | Saint-Denis                                                           | Francia                                                               | 1 – 0                                                                 | Spagna                                                                | Amichevole                                                            | -                                                                     |                                                                       |
| 31-3-2015                                                             | Amsterdam                                                             | Paesi Bassi                                                           | 2 – 0                                                                 | Spagna                                                                | Amichevole                                                            | -                                                                     | 68’                                                                   |
| 11-6-2015                                                             | León                                                                  | Spagna                                                                | 2 – 1                                                                 | Costa Rica                                                            | Amichevole                                                            | -                                                                     | 75’                                                                   |
| 12-10-2015                                                            | Kiev                                                                  | Ucraina                                                               | 0 – 1                                                                 | Spagna                                                                | Qual. Euro 2016                                                       | -                                                                     | 53’                                                                   |
| 24-3-2016                                                             | Udine                                                                 | Italia                                                                | 1 – 1                                                                 | Spagna                                                                | Amichevole                                                            | -                                                                     |                                                                       |
| 29-5-2016                                                             | San Gallo                                                             | Spagna                                                                | 3 – 1                                                                 | Bosnia ed Erzegovina                                                  | Amichevole                                                            | -                                                                     | 83’                                                                   |
| Totale                                                                |                                                                       | Presenze                                                              | 6                                                                     |                                                                       | Reti                                                                  | 0                                                                     |                                                                       |

## Palmarès

### Club

#### Competizioni nazionali
- Supercoppa di Spagna: 1

Athletic Bilbao: 2015

### Nazionale
- Campionato d'Europa Under-21: 1

2011
- Campionato d'Europa Under-19: 1

2007